# A matter of time (Mon Amour)
A matter of time is het tweede album van Mon Amour. Het album verscheen op 19 oktober 2010. Meteen de week daarna, op 23 oktober, kwam het album binnen op nummer 59 in de Album Top 100.
De eerste single Take this change bereikte in de Single Top 100 een 61e positie.

## Inhoud
1. "Drink a bottle by midnight"
2. "Turn it upside down"
3. "Take this change"
4. "Separate ways"
5. "It's up to you"
6. "Flame of love"
7. "Always together (as one)"
8. "A matter of time"
9. "Music makes the world go round"
10. "Melody"
11. "The place where we belong"
12. "Hold on to my hands"
13. "Camels in Vienna"

## Hitnotering

### NederlandseAlbum Top 100
| Hitnotering: 23-10-2010 t/m 20-11-2010 | Hitnotering: 23-10-2010 t/m 20-11-2010 | Hitnotering: 23-10-2010 t/m 20-11-2010 | Hitnotering: 23-10-2010 t/m 20-11-2010 | Hitnotering: 23-10-2010 t/m 20-11-2010 | Hitnotering: 23-10-2010 t/m 20-11-2010 | Hitnotering: 23-10-2010 t/m 20-11-2010 |
| Week:                                  | 01                                     | 02                                     | 03                                     | 04                                     | 05                                     |                                        |
| -------------------------------------- | -------------------------------------- | -------------------------------------- | -------------------------------------- | -------------------------------------- | -------------------------------------- | -------------------------------------- |
| Positie:                               | 59                                     | 38                                     | 56                                     | 59                                     | 92                                     | uit                                    |